# Sigrid Müller
Sigrid Müller (Bruck an der Mur, 2 luglio 1943) è un'ex nuotatrice austriaca.
Specializzata nello stile libero, ha partecipato ai Giochi di Roma 1960, gareggiando nei 400m sl.